# Államfő
Az államfő azon személyek gyűjtőfogalma, akik egy adott állam élén állnak. Ilyenek az uralkodók (király, császár, szultán stb.) és köztársasági államfők (elnök, dózse stb.). Esetenként azonban léteznek úgynevezett kollektív államfőt képező testületek is, ilyen volt például a Magyar Népköztársaság Elnöki Tanácsa.

## A középkorban
A feudális állam feje tipikusan az uralkodó, legtöbb esetben király volt, aki egyszemélyben a végrehajtó hatalom vezetője, legfelsőbb törvényhozó és a legfelsőbb bírói hatalom birtokosa is volt. A kezdeti felfogás szerint hatalmát Istentől kapta, amit a koronázási szertartás, ennek során a szentségek felvétele (felkenés) fejezett ki. A törvényhozói hatalmat már az érett feudalizmusban meg kellett osztania először a főurakkal, majd a kialakuló rendekkel (egyháziak, nemesek és polgárok). Az uralkodói hatalom többnyire öröklődött, de többször is felbukkan a király-, illetve császárválasztás is (Magyarországon, Lengyelországban, a Német-római Birodalomban stb.).

## Modern államokban
Modern államokban hatalmát a népszuverenitásból eredeztetik. Montesquieu hatalommegosztási elmélete szerint a végrehajtó hatalom feje, amit el kell választani a törvényhozó hatalomtól (parlament) és az igazságszolgáltatástól (bírói hatalom). A modern politológiai irányzatok egy része az államfői hatalmat nem a végrehajtó hatalom részének, hanem külön hatalmi ágnak tekinti.
A modern államokban az államfő lehet:
- uralkodó (alkotmányos monarchia), aki gyakorlatilag semmilyen módon nem vesz részt a kormányzásban (az uralkodó uralkodik, a kormány kormányoz), szerepe lényegében formális, protokolláris.
- köztársasági elnök (köztársaság), itt megkülönböztetünk ún. elnöki (prezidentális) rendszereket, amelyekben az elnök egyben a kormány vezetője is (például az USA), de ha nem, akkor is kiterjedt hatáskörrel rendelkezik (Franciaország, Oroszország), illetve parlamentáris rendszereket, amelyekben a kormányzás egyértelműen a miniszterelnök feladata és felelőssége, az elnök hatásköre lényegesen kisebb (Magyarország, Németország, Olaszország stb.)

Az elnöki rendszerekben az elnököt közvetlenül választják, míg a parlamenti rendszerekre a parlamenti választás a jellemző (bár akad kivétel).
Tágabb értelemben államfőnek nevezik az ún. kollektív államfőket is, azaz olyan személyeket vagy többtagú állami szerveket, amelyek az államfő jogait együttesen gyakorolják. Jelenleg kollektív államfő van a következő országokban: Andorra (két társherceg), Bosznia-Hercegovina (háromtagú elnökség), San Marino (két régenskapitány) és Svájc (héttagú Szövetségi Tanács).

## Magyarországon
Magyarországon az államfő a köztársasági elnök, akit 1989 óta az Országgyűlés választ 5 éves időtartamra. A köztársasági elnök egyszer újraválasztható. Az államfő a legmagasabb közjogi méltóság, az állam egységét és a népszuverenitást megtestesítő politikai személyiség.
Magyarországon kollektív államfő volt 1949–1989 között a Magyar Népköztársaság Elnöki Tanácsa, amelynek elnöke nem volt államfő.